# 安曇野アートヒルズミュージアム
安曇野アートヒルズミュージアム（あづみのアートヒルズミュージアム）は、長野県安曇野市穂高有明に存在した、ガラス工芸をテーマとした観光施設。安曇野アートライン加盟。
東京アートによって運営されていたが、2020年12月31日をもって閉館した。

## 歴史
公式ウェブサイトによる。
- 1991年（平成3年） - 「ガラスの丘・アートヒルズ」として開業。
- 2006年（平成18年） - 改装。美術館を設け、施設名称を現在のものに変更。
- 2020年（令和2年） - 閉館。

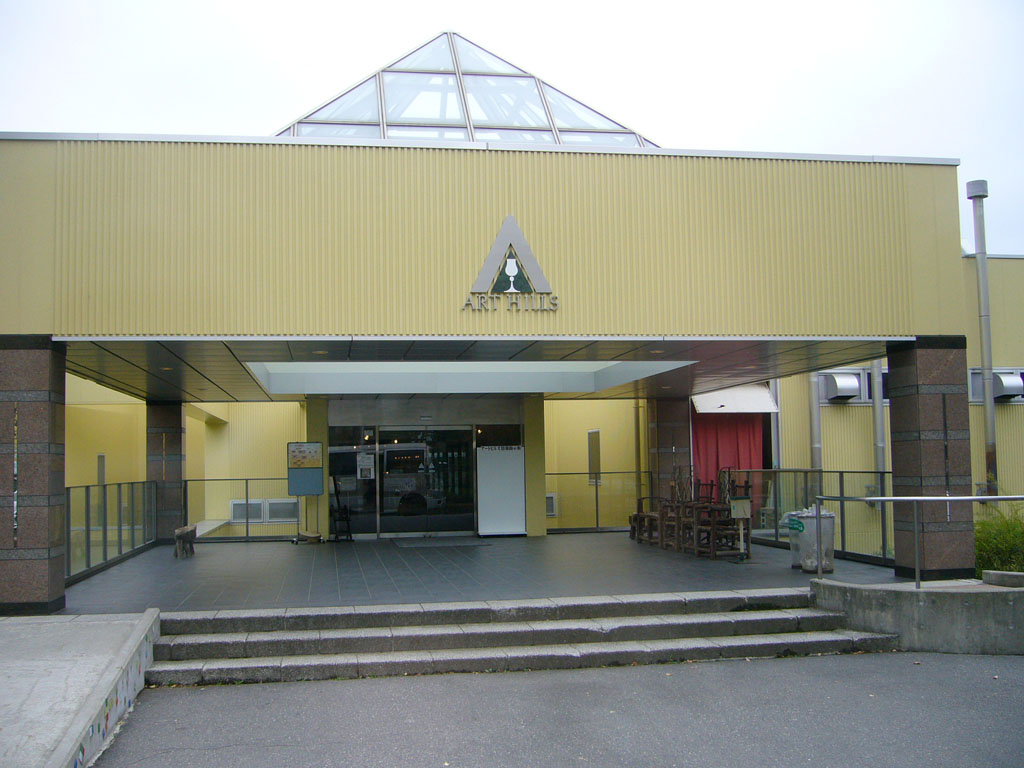
リニューアル前（2005年）

## 施設

### 本館

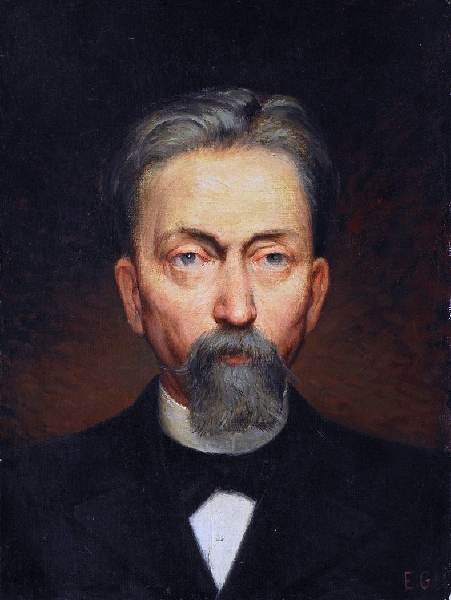
エミール・ガレ

エミール・ガレ美術館
2階の一角（144平方メートル）にて、フランスの芸術家「エミール・ガレ」作品を展示している。撮影禁止。
ショップ
1階から2階にわたって合計1,210平方メートルを販売スペースとしている。
ガラス制作体験スペース
160平方メートルのガラス工房。
イタリアンレストラン「クインディチ」
屋内に44席を構えるイタリア料理のレストラン。テラス席からの眺めがよい。「クインディチ」 (QUINDICI) はイタリア語で「15」の意味。

### 別棟
公式ウェブサイトによる。
- ガーデンハウス - 米澤農園・お食事処「稜線」
- 安曇野おみやげ処

## 交通アクセス
公共交通機関
JR大糸線・穂高駅からタクシーで15分間。あづみ野周遊バスも停車していた（季節運行）。
自家用自動車
長野自動車道・安曇野インターチェンジから13キロメートル、自動車で20分間。普通車200台、大型バス5台が駐車可能な駐車場を備えていた。